# 忍路郡
忍路郡（日语：／ Oshoro gun */?）為過去日本北海道後志支廳轄下的郡，轄區包含現在小樽市的部份區域。已於1958年4月1日因無管轄町村而廢除。
郡名源自阿伊努語的「us-or」（海灣中）、「upsor」（懷中）或「osor」（屁股）。

## 沿革

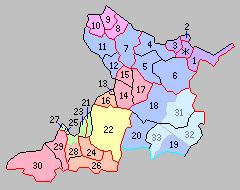
北海道一・二級町村制施行時忍路郡所属町村（3.盐谷村 紫：小樽市）

- 1869年8月15日：北海道設置11國86郡，後志國忍路郡成立。
- 1897年11月：北海道實施支廳制，此時忍路郡下轄鹽谷村、桃內村、忍路村、蘭島村。[2]（4村）
- 1906年4月1日：鹽谷村、桃內村、忍路村、蘭島村合併為鹽谷村，並成為北海道二級村。（1村）
- 1921年4月1日：鹽谷村成為北海道一級村。
- 1958年4月1日：鹽谷村併入小樽市[3]；同時忍路郡因無管轄町村而廢除。